# Hide in Your Blue Eyes
Hide in Your Blue Eyes è un singolo del rapper canadese Powfu pubblicato il 13 dicembre 2019.

## Tracce
1. Hide in Your Blue Eyes – 2:54